# Joe Fry
Joe Fry (26. září 1915, Chipping Sodbury, Gloucestershire – 29. července 1950, Bladford Camp, Dorset) byl britský konstruktér superrychlých vozů, který také závodil.
V roce 1949 překonal rekord Raymonda Mayse a jeho vůz byl jedním z nejrychlejších ve Velké Británii.
V roce 1950 vstoupil do seriálu závodů Formule 1 společně s přítelem Shawem Taylorem. Během závodu v Dorsetu však ztratil v rychlé zatáčce kontrolu nad vozem a na místě zemřel. Příčinou mohl být motor vozu, který byl vzduchem chlazený a dvojnásobně přeplňovaný.

## Formule 1
- 1950 bez bodů

- 1 Grand Prix
- 0 vítězství
- 0 pole positions
- 0 nejrychlejších kol
- 0 bodů
- 0 x pódium

## Nejlepší umístění na mistrovství světa F1
- 1950 10. místo Grand Prix Velké Británie